# Datenstromorientierte Programmierung
Die Datenstromorientierte Programmierung geht von einem kontinuierlichen Datenstrom, meist Signaldaten, der in Echtzeit verändert und ausgegeben wird, aus. Bekannte Beispiele sind Simulink, Pure Data, Lustre (Programmiersprache) oder LabVIEW.

## Geschichte
Die Datenstromorientierte Programmierung wurde Anfang der 1970er Jahre von J. Paul Morrison erfunden – eine frühe Implementierung dieser Technologie ist seit damals in den größten kanadischen Banken in ständigem Gebrauch.
Datenstromorientierte Programmierung war zu Beginn stark von damaligen IBM-Simulationssprachen beeinflusst, besonders von GPSS. Ihre Wurzeln aber reichen bis zu Melvin Conways herausragender Arbeit über Coroutinen zurück.

## Objekte
Die einzelnen Elemente, die den Datenstrom erzeugen und verändern, werden als Objekte bezeichnet. Ihr Verhalten kann durch Parameter beeinflusst werden. Man kann sie grob in folgende Kategorien einteilen:

### Quelle
Als Quelle wird ein Objekt bezeichnet, das einen Datenstrom erzeugt. Es hat mindestens einen Ausgang, der einem anderen Objekt als Eingang dienen kann.
- Externe Quellen: Externe Quellen beziehen ihre Daten von außerhalb des Programms, meist aus Daten oder von Eingabegeräten (z. B.: Mikrofon oder Videokamera).
- Interne Quellen: Interne Quellen erzeugen einen bestimmten, vordefinierten Datenstrom. Dies kann ein konstanter Wert sein, aber auch Sinus-Kurven oder ähnliches.

### Knoten
Knoten haben mindestens einen Eingang, an denen ein Datenstrom angelegt werden kann. Sie führen auf dem Datenstrom festgelegte Operationen durch (z. B. Addition der Eingangssignale). Das Ergebnis ist an dem oder den Ausgängen verfügbar und kann weiterverarbeitet werden.

### Senken
Senken sind für die Ausgabe des Datenstroms verantwortlich, sie haben daher zwar Eingänge, jedoch keine Ausgänge. Sie können entweder für eine Datei stehen, in die geschrieben wird oder für ein Ausgabegerät, also z. B. ein Lautsprecher oder Bildschirm.

## Datenstrom
Beim Datenstrom handelt es sich meist um Audio- oder Videodaten, seltener auch um reine Zahlenwerte. Er fließt immer vom Ausgang eines Objektes zu allen damit verbundenen Eingängen von Objekten, bis er in eine Senke gelangt.

## Anwendungsgebiete
Die reine datenstromorientierte Programmierung wird zurzeit einerseits von Medienkünstlern verwendet, um multimediale, interaktive und verteilte Werke zu gestalten (siehe auch: Digitale Kunst). Andererseits ist unter Künstlern der elektronischen Musikrichtungen die Musiksoftware Reaktor beliebt, die rein grafisch eine Pure-Data-ähnliche, jedoch mehr auf die Erstellung von virtuellen Musikgeräten zugeschnittene, Funktionalität bietet.
Seit langem etabliert ist diese Art der Programmierung in der Regelungstechnik und zunehmend auch in der Entwicklung eingebetteter Systeme.